# Leptospira weilii
Leptospira weilii es una especie patógena del género de bacterias Leptospira.